# الصفوف الخلفية
الصفوف الخلفية مسلسل تركي شبابي من إنتاج وتقديم شركة فوكس التركية، بث المسلسل في تاريخ 30 سبتمبر 2007، واستؤنف في تاريخ 27 نوفمبر 2011. يضم المسلسل 193 حلقة ويناقش محاربة المخدرات وابتزاز الشباب. أهم شخصية في المسلسل هو المعلم كمال.

## روابط خارجية
- الصفوف الخلفية على موقع IMDb (الإنجليزية)
- الصفوف الخلفية على موقع كينوبويسك (الروسية)
- الصفوف الخلفية على موقع قاعدة بيانات الفيلم (الإنجليزية)